# Hermann Struck (Politiker, 1892)
Hermann Struck (* 4. Juli 1892 in Waltrop; † 14. Januar 1951 in Kiel) war ein deutscher Politiker (RSF, GB/BHE).
Struck war von Beruf Kaufmann. Sein Geschäft befand sich in Kiel-Gaarden, war aber während des Zweiten Weltkriegs ausgebombt worden.
Nach dem II. Weltkrieg engagierte sich Struck zunächst bei der Radikal-Sozialen Freiheitspartei (RSF), einem der politischen Arme der Freiwirtschaftsbewegung Silvio Gesells. Für die RSF-Landesgruppe Nord (Hamburg und Schleswig-Holstein) wurde er im Juli 1947 zum Vorsitzenden des provisorischen Vorstandes gewählt.
Er wurde bei der Landtagswahl 1950 für den Gesamtdeutschen Block / Bund der Heimatvertriebenen und Entrechteten (GB/BHE) in den Landtag von Schleswig-Holstein gewählt und gehörte diesem bis zu seinem Tod an. Er war dort Vorsitzender des Arbeitsausschusses.